# 松山祐士
松山 祐士（まつやま ゆうし、旧字体：松󠄁山 祐󠄀士、1937年または1938年 - 2017年4月7日）は、日本の作曲家、編曲家。本名の松山 茂名義を用いたこともある。所属事務所はパイン・プロデュース。

## 来歴
長野県生まれ、高校卒業まで石川県金沢市で育つ。日本大学芸術学部音楽学科卒業。作曲を貴島清彦、林寛、渡辺岳夫に師事。世界名作劇場シリーズ、日本サンライズ自社制作のロボットアニメ『無敵超人ザンボット3』、『無敵鋼人ダイターン3』など、渡辺岳夫作曲による主題歌などを多数、編曲。『機動戦士ガンダム』などの劇伴には、松山が作曲したものも多い。
『アタックNo.1』の後、渡辺岳夫から「祐士」の名を与えられた。
2017年4月7日、東京都練馬区の自宅で火災により死去。79歳没。この日は、自身が劇伴の編曲・作曲を務めた『機動戦士ガンダム』の1979年の放送開始日でもあった。また6日後の4月13日には、『ダイターン3』で仕事を共にしたアニメーターの塩山紀生が、やはり自宅からの火事で夫婦共に亡くなり、『ガンダム』のヒットで多くのサンライズ作品とそのスタッフを認知していた多くのアニメファンは、二重の悲しみに包まれた。

## 主な編曲担当作品
- NHK
  - みんななかよし
  - 楽しい教室
  - うたってゴー
  - 新日本地図

- 民放
  - ママとあそぼう!ピンポンパン
  - アタックNo.1 - 松山茂名義
  - 動物さんこんにちは
  - ロンパールーム（1975年）「あした天気になあれ」作詞：増永直子、作曲：渡辺岳夫、編曲：松山祐士
  - 巨人の星
  - 新・巨人の星
  - 侍ジャイアンツ
  - 赤胴鈴之助
  - 天才バカボン
  - アルプスの少女ハイジ
  - フランダースの犬
  - 無敵超人ザンボット3
  - 無敵鋼人ダイターン3
  - 機動戦士ガンダム
  - 魔女っ子メグちゃん
  - キャンディ・キャンディ
  - ペリーヌ物語
  - あらいぐまラスカル
  - サザエさん（再放送）
  - 立体アニメーション 家なき子
  - ピュア島の仲間たち
  - 若草の四姉妹
  - テンプルちゃんの小公女
  - 一発貫太くん
  - 緊急指令10-4・10-10
  - サンダーマスク
  - ザ・カゲスター
  - 怪人二十面相
  - 花よめは16歳
  - サンダーバード（1980年再放送）

## 主な作曲担当作品
- やえもんマーチ - 『きかんしゃやえもん D51の大冒険』イメージソング
- ピピのうた - 『海のトリトン』イメージソング
- なかよし土日のうた - サミットストア「ウィークエンドサービス」のテーマ曲[4]
- 機動戦士（作詞：平多正於、歌：宮内良、ビクター「平多正於監修 発表会レコード」に収録）
- 銀河超特急（歌：子門真人）